# زبان ناپولی
زبان ناپولی زبانی از شاخه زبانهای ایتالیک-دالماتی است که جزو زبان‌های رومی از خانواده هندواروپایی محسوب می‌شوند. این زبان در جنوب کشور ایتالیا و منطقه ناپولی و پالرمو در حدود هفت میلیون تن گویشور دارد. همچنین برخی گویشوران این زبان در کشورهای آمریکا، ونزوئلا، آرژانتین، استرالیا و کانادا به سر می‌برند.